# Somatostatina
La somatostatina è un ormone polipeptidico prodotto dall'ipotalamo, dal pancreas, dal tratto gastro-intestinale e da cellule del sistema APUD. È prodotta in varie sedi dell'organismo, in particolare dalle cellule δ antrali dello stomaco (inibisce cellule G produttrici di gastrina, regolandone la funzione - vedi patogenesi dell'ulcera duodenale), nell'asse ipotalamo-ipofisario dove inibisce la secrezione di GH (ormone della crescita), ACTH e prolattina e nelle cellule δ del pancreas dove inibisce il rilascio di insulina e glucagone e di acido cloridrico nello stomaco, inibisce inoltre la produzione esocrina del pancreas. Agisce anche da neurotrasmettitore ed ha un'azione stimolante su recettori colinergici e β-adrenergici.
Esistono due forme biologicamente attive di questo ormone, una a 14 amminoacidi e una a 28, sintetizzate attraverso processi proteolitici a partire da precursori chiamati prepro-somatostatina e pro-somatostatina.
I suoi livelli aumentano con l'avanzare degli anni (infatti viene anche chiamato l'ormone della vecchiaia) e questo porta all'abbassamento dei livelli di ormone della crescita e maggiori rischi di obesità.

## Storia
Fu scoperta accidentalmente nel 1968 dai biologi Krulich et al. che cercavano una sostanza capace di stimolare il rilascio di somatotropina (anche chiamato GH) nell'ipotalamo del ratto, invece ne trovarono una che inibiva questa secrezione e che chiamarono somatostatina. Nel 1973 questa sostanza venne isolata e sequenziata da Roger Guillemin.
Inizialmente si credeva che questa sostanza avrebbe potuto curare molte malattie e disfunzioni, questo entusiasmo iniziale venne però frenato dalla sua mancanza di specificità d'azione (essa infatti inibisce contemporaneamente numerosi ed importanti ormoni già citati così come tanti processi fisiologici, come ad esempio la secrezione di bile, enzimi digestivi, acidi gastrici, mobilità intestinale etc.), dai suoi effetti simultanei nei diversi apparati, dai suoi effetti collaterali e dal bisogno di iniettare in vena questo ormone.
Per questo motivo il suo uso è stato accreditato solo in endocrinologia per la cura di adenomi ipofisari (es. adenomi ipofisari GH secernenti, ACTHomi, TSHomi) e insulinomi. Viene anche usata contro ulcere duodenali e varici esofagee.

## Uso come antitumorale
In Italia la sostanza ha ottenuto grande notorietà per le polemiche nel periodo della sperimentazione del metodo del prof. Luigi Di Bella (prima era conosciuta prevalentemente in ambiente scientifico e tra i malati di alcuni tumori neuroendocrini), che la impiegò assieme ad altri farmaci contro il tumore, proprio perché secondo il professore avrebbe dovuto inibire il rilascio di fattori di crescita che vengono usati anche dalle cellule cancerose per moltiplicarsi e condurre il loro ciclo vitale. Quest'approccio è stato sperimentato a "furor di popolo" nonostante la mancanza di validi presupposti scientifici nel 1998: come predetto dai canali ufficiali però questo approccio si è rivelato fallimentare oltre che pericoloso: le ricerche infatti non hanno dimostrato un'apprezzabile efficacia anticancro e ne hanno invece evidenziato gli effetti negativi molto gravi, come ad esempio la carenza di GH (il che causa fra l'altro calvizie, disfunzione erettile e inibizione delle risposte immunitarie indispensabili contro molti tipi di cancro), insulina, glucagone e testosterone. L'assunzione di somatostatina (o del suo analogo octreotide) può inoltre causare diabete mellito (probabilmente perché inibisce il rilascio di insulina), leucopenia (carenza di globuli bianchi), vomito, astenia, diarrea, gastrite e calvizie.

## Studi attuali
Sono state individuate delle sostanze (es. NNC 26-9100) che agiscono in modo selettivo sul sottotipo 4 del recettore della somatostatina a livello cerebrale, in alcuni studi hanno dimostrato notevoli effetti terapeutici, ad esempio è stato visto su topi che questo farmaco selettivo migliora la memoria e l'apprendimento. Questo effetto potrebbe verificarsi anche in esseri umani.